# Jānis Šepte
Jānis Šepte, Żan Miller (ros. Янис Шепте (Жан Августович Миллер), ur. 26 sierpnia 1880 w guberni kurlandzkiej, zm. 1938) – łotewski komunista, radziecki polityk.

## Życiorys
1897-1899 kształcił się w seminarium nauczycielskim, z którego został usunięty, 1899-1901 był kursantem ryskiej szkoły wojskowej, 1901-1905 służył w rosyjskiej armii, 1905 wstąpił do SDPRR, bolszewik. Od października do grudnia 1905 kierował powstaniem w powiecie goldingeńskim w guberni kurlandzkiej, od stycznia do maja 1906 przebywał na emigracji w Zurychu, w maju 1906 wrócił do Rosji, jednak w czerwcu 1907 wyemigrował do USA, gdzie przebywał do 1917. Członek Socjalistycznej Partii USA i Komunistycznej Partii USA, od 1917 przewodniczący eupatoryjskiego komitetu SDPRR(b), przewodniczący Symferopolskiego Komitetu Wojskowo-Rewolucyjnego, od 10 lutego 1918 przewodniczący Komitetu Wykonawczego Taurydzkiej Rady Gubernialnej, w marcu-kwietniu 1918 przewodniczący Centralnego Komitetu Wykonawczego (CIK) Radzieckiej Socjalistycznej Republiki Taurydy. Od lipca do listopada 1918 przewodniczący tambowskiego gubernialnego komitetu RKP(b), 1919 wyemigrował do USA (do czerwca 1931), w tym samym roku aresztowany w Indiach, 1920 zwolniony. Od czerwca 1931 do kwietnia 1932 pracował w centralnym biurze projektowym lokomotyw fabryki parowozów w Kołomienskoje, od kwietnia 1932 do 1937 kierownik sektora, sekretarz komórki WKP(b) i wykładowca Instytutu Naukowo-Badawczego Budowy Lokomotyw w Moskwie, następnie na emeryturze.
Aresztowany, 10 czerwca 1938 skazany na 10 lat pozbawienia wolności, zmarł w łagrze.